# Mario Boero
Mario Giuseppe Giovanni Boero (* 17. Oktober 1893 in Genua; † 31. Dezember 1973 ebenda) war ein italienischer Wasserballspieler.

## Karriere
Boero nahm an den Olympischen Spielen 1920 in Antwerpen teil. Hier erreichte er mit der italienischen Nationalmannschaft den elften Rang. Während des Turniers fungierte er neben seiner Spielerrolle auch als Trainer. Vier Jahre später war er bei den Spielen in Paris erneut als Trainer der italienischen Mannschaft im Einsatz.
Sein Bruder Ercole Boero nahm 1920 gemeinsam mit ihm am Wasserballwettbewerb teil.